# Ucrania en el Festival de la Canción de Eurovisión Junior
Ucrania fue uno de los países que debutó en el IV Festival de Eurovisión Junior en 2006.
Durante sus diez participaciones, ha obtenido éxitos. Tan solo tres veces no ha logrado estar dentro de la lista de los diez primeros (en 2010, 2011 y 2015). Ganó el festival del 2012 con Anastasiya Petryk y su canción Nebo y 138 puntos. La peor posición que ha obtenido fue una decimocuarta en el festival del 2010.
Ha organizado dos veces el festival : en 2008 y 2013 (segunda vez que un país que gana organiza el festival al año siguiente). Las dos veces han sido en Kiev, la capital.
Su puntuación media hasta 2024 es de 98,42 puntos.

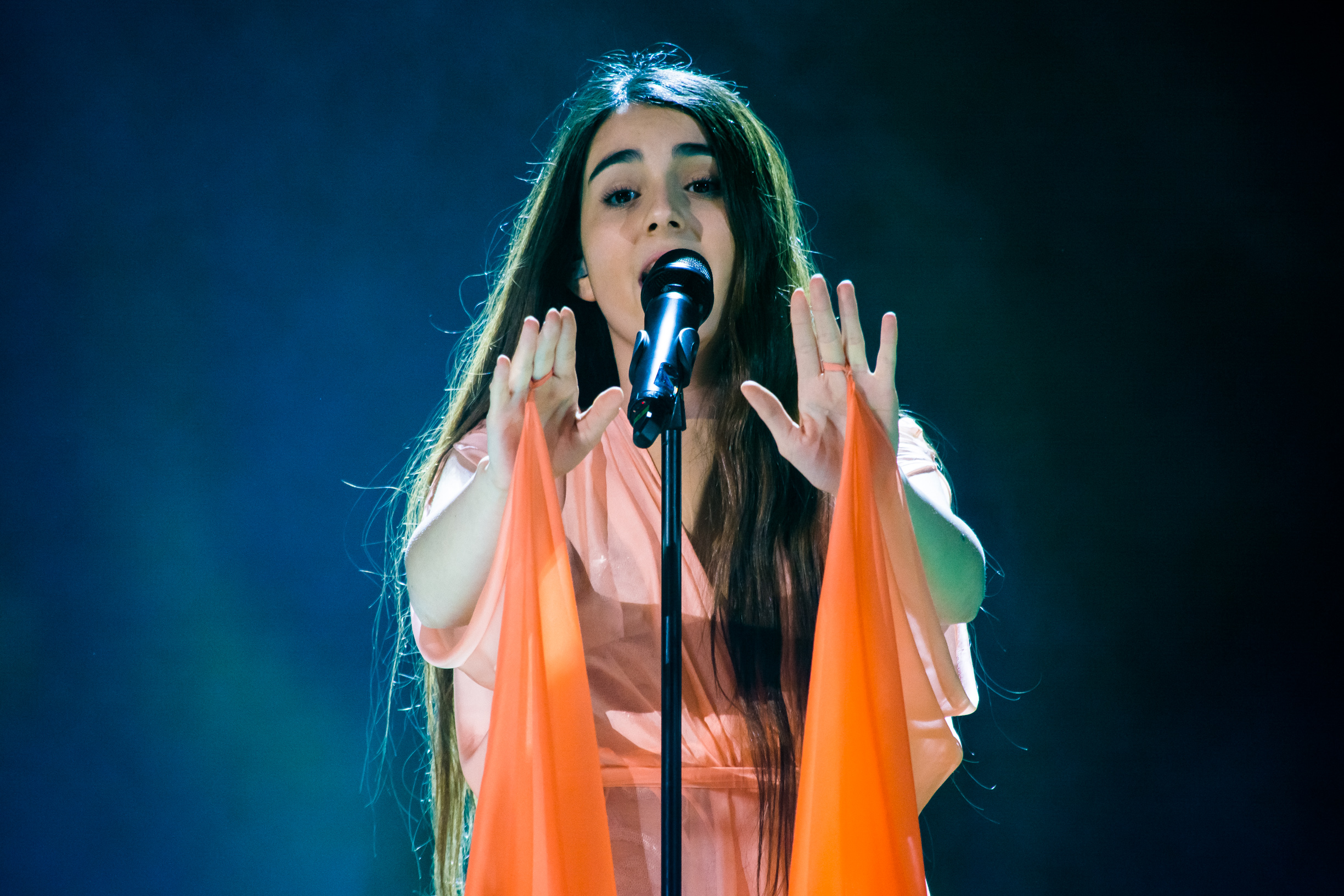
Anna Trincher en Sofia (2015)

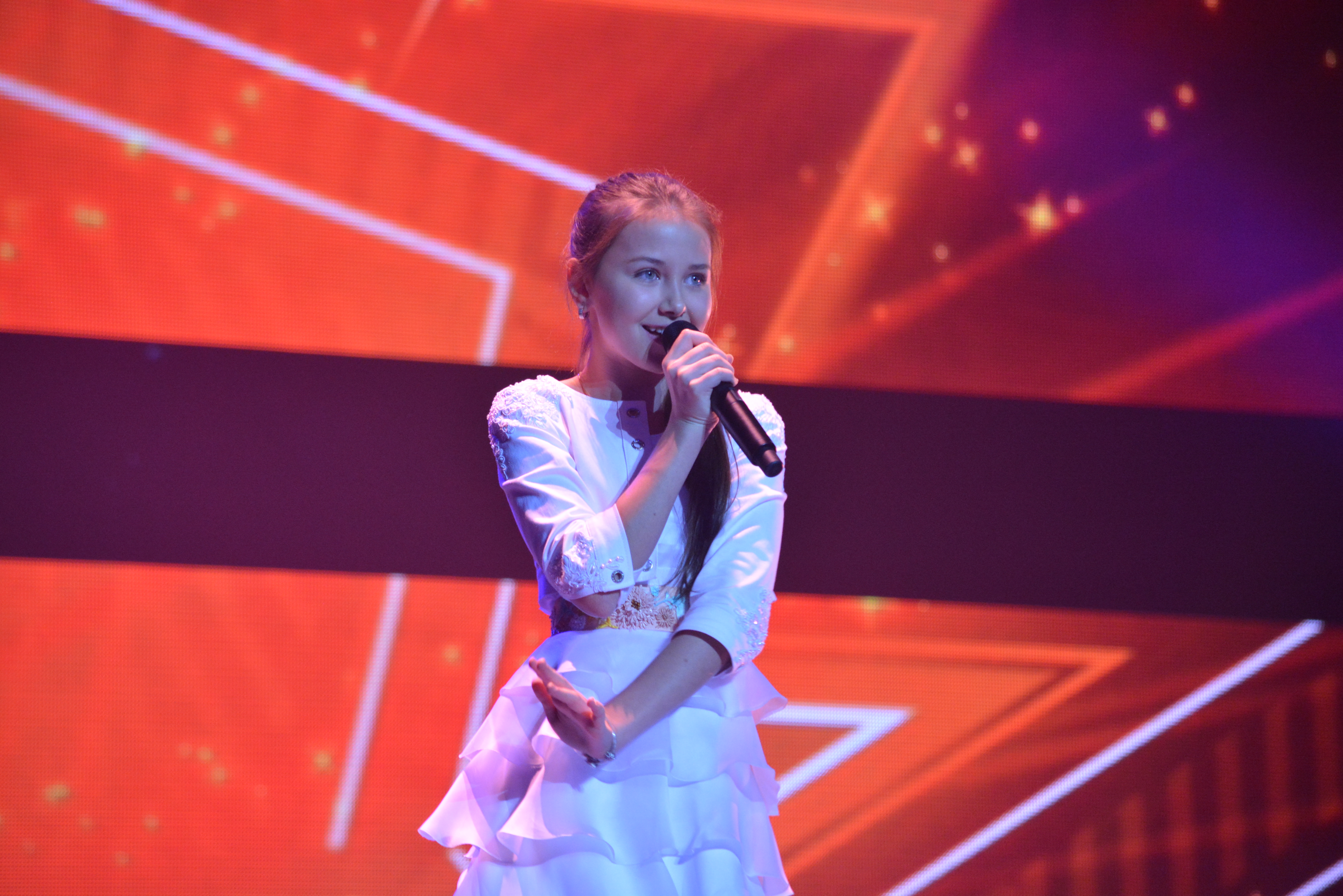
Sofiya Tarasova en Kiev (2013)

## Participaciones[1]
| Año  | Sede      | Artista             | Canción                   | Lugar | Pts | Idioma          |
| ---- | --------- | ------------------- | ------------------------- | ----- | --- | --------------- |
| 2006 | Bucarest  | Nazar Slyusarchuk   | «Khlopchyk rock 'n' roll» | 9     | 58  | Ucrania         |
| 2007 | Rótterdam | Ilona Halytska      | «Urok hlamuru»            | 9     | 56  | Ucrania         |
| 2008 | Limassol  | Victoria Petryk     | «Matrosy»                 | 2     | 135 | Ucrania         |
| 2009 | Kiev      | Andranik Alexanyan  | «Tri topoli, tri surmy»   | 5     | 89  | Ucrania         |
| 2010 | Minsk     | Yulia Gurska        | «Miy litak»               | 14    | 28  | Ucrania         |
| 2011 | Ereván    | Kristall            | «Evropa»                  | 11    | 42  | Holandés        |
| 2012 | Ámsterdam | Anastasia Petryk    | «Nebo»                    | 1     | 138 | Ucrania, inglés |
| 2013 | Kiev      | Sofiya Tarasova     | «We are one»              | 2     | 121 | Ucrania, inglés |
| 2014 | Marsa     | Sympho-Nick         | «Spring will come»        | 6     | 74  | Ucrania         |
| 2015 | Sofía     | Anna Trincher       | «Start with yourself»     | 11    | 38  | Ucrania, inglés |
| 2016 | La Valeta | Sofia Rol           | «Planet Craves for Love»  | 14    | 30  | Ucrania, inglés |
| 2017 | Tiflis    | Anastasiya Bahinska | «Don't Stop»              | 7     | 147 | Ucrania, inglés |
| 2018 | Minsk     | Darina Krasnovetska | «Say Love»                | 4     | 182 | Ucrania, inglés |
| 2019 | Gliwice   | Sofía Ivanko        | «The Spirit of Music»     | 15    | 59  | Ucrania, inglés |
| 2020 | Varsovia  | Oleksandr Balabanov | «Vidkryvai (Open Up)»     | 7     | 106 | Ucrania         |
| 2021 | París     | Olena Usenko        | «Vazhil’»                 | 6     | 125 | Ucrania         |
| 2022 | Ereván    | Zlata Dzyunka       | «Nezlamna»                | 9     | 111 | Ucrania         |
| 2023 | Niza      | Anastasiya Dymyd    | «Kvitka»                  | 5     | 128 | Ucrania, inglés |
| 2024 | Madrid    | Artem Kotenko       | «Hear Me Now»             | 3     | 203 | Ucrania, inglés |
| 2025 | Tiflis    | TBA                 | «TBA»                     | TBD   | TBD |                 |

## Festivales organizados en Ucrania
| Edición                                          | Ciudad sede | Localización                  | Presentandores                                   |
| ------------------------------------------------ | ----------- | ----------------------------- | ------------------------------------------------ |
| Festival de la Canción de Eurovisión Junior 2009 | Kiev        | Palacio de los Deportes       | Ani Lorak, Timur Miroshnychenko y Dmytro Borodin |
| Festival de la Canción de Eurovisión Junior 2013 | Kiev        | Palacio Nacional de las Artes | Zlata Ognevich y Timur Miroshnychenko            |

## Votaciones
Ucrania ha dado más puntos a...
| N.º | País                | Pts |
| --- | ------------------- | --- |
| 1   | Armenia             | 133 |
| 1   | Georgia             | 133 |
| 2   | Bielorrusia         | 89  |
| 3   | Rusia               | 88  |
| 4   | Malta               | 76  |
| 5   | Países Bajos        | 48  |
| 6   | Polonia             | 44  |
| 7   | Serbia              | 39  |
| 7   | Australia           | 39  |
| 7   | España              | 39  |
| 8   | Italia              | 36  |
| 9   | Macedonia del Norte | 35  |
| 10  | Suecia              | 30  |

Ucrania ha recibido más puntos de...
| N.º | País                | Pts |
| --- | ------------------- | --- |
| 1   | Georgia             | 117 |
| 2   | Bielorrusia         | 92  |
| 3   | Rusia               | 82  |
| 4   | Armenia             | 75  |
| 5   | Polonia             | 64  |
| 6   | Países Bajos        | 63  |
| 7   | Malta               | 61  |
| 8   | Macedonia del Norte | 58  |
| 9   | Serbia              | 42  |
| 10  | España              | 37  |

## Portavoces
| Año  | Portavoz            | 12 Puntos                              |
| ---- | ------------------- | -------------------------------------- |
| 2024 |                     |                                        |
| 2023 | Zlata Dziunka       | Reino Unido                            |
| 2022 | Mykola Oliinyk      | Reino Unido                            |
| 2021 | Oleksandr Balabanov | Azerbaiyán (real) 🇲🇹 Malta (IA)        |
| 2020 | Sofía Ivanko        | Georgia                                |
| 2019 | Darina Krasnovetska | Kazajistán (IA) 🇳🇱 Países Bajos (real) |
| 2018 | Anastasiya Baginska | Australia                              |
| 2017 | Sofía Rol           | Georgia                                |
| 2016 | Anna Trincher       | Georgia                                |
| 2015 | Sofía Kutsenko      | San Marino                             |
| 2014 | Sofía Tarasova      | Armenia                                |
| 2013 | Elizabeth Arfush    | Malta                                  |
| 2012 | Kristall            | Armenia                                |
| 2011 | Amanda Koenig       | Bielorrusia                            |
| 2010 | Elizabeth Arfush    | Armenia                                |
| 2009 | Marietta            | Rusia                                  |
| 2008 | Marietta            | Georgia                                |
| 2007 | Assol Gumenyuk      | Armenia                                |
| 2006 | Assol Gumenyuk      | Rusia                                  |